# Viglua
Viglua is een geslacht van hooiwagens uit de familie Assamiidae.
De wetenschappelijke naam Viglua is voor het eerst geldig gepubliceerd door Roewer in 1940. 

## Soorten
Viglua omvat de volgende 2 soorten:
- Viglua brunnipes
- Viglua machadoi